# Tuna de Engenharia da Universidade do Porto
A Tuna de Engenharia da Universidade do Porto é uma tuna formada na Faculdade de Engenharia da Universidade do Porto a 7 de Novembro de 1988. Sendo a segunda tuna mais antiga da cidade do Porto e a primeira tuna daquela cidade exclusiva de uma faculdade dentro da Universidade do Porto, foi precursora do movimento musical que então se gerou, com novas tunas académicas a serem constituídas na cidade do Porto.

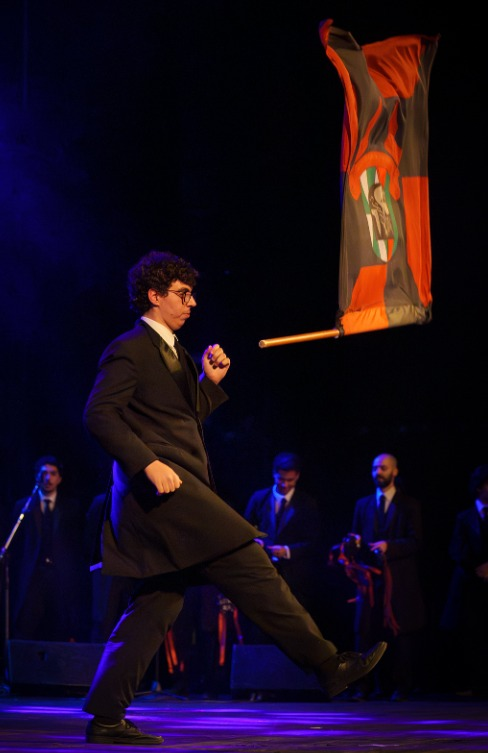